# 安吉县
安吉县在中國浙江省西北部、西苕溪流域，是湖州市下辖的一个县。以产竹闻名，有“中国竹乡”之称。区域总面积为1,886.03平方公里。
安吉县境内有亚洲第一的天荒坪抽水蓄能电站。縣政府駐昌硕街道灵芝西路1号行政中心。

## 历史沿革

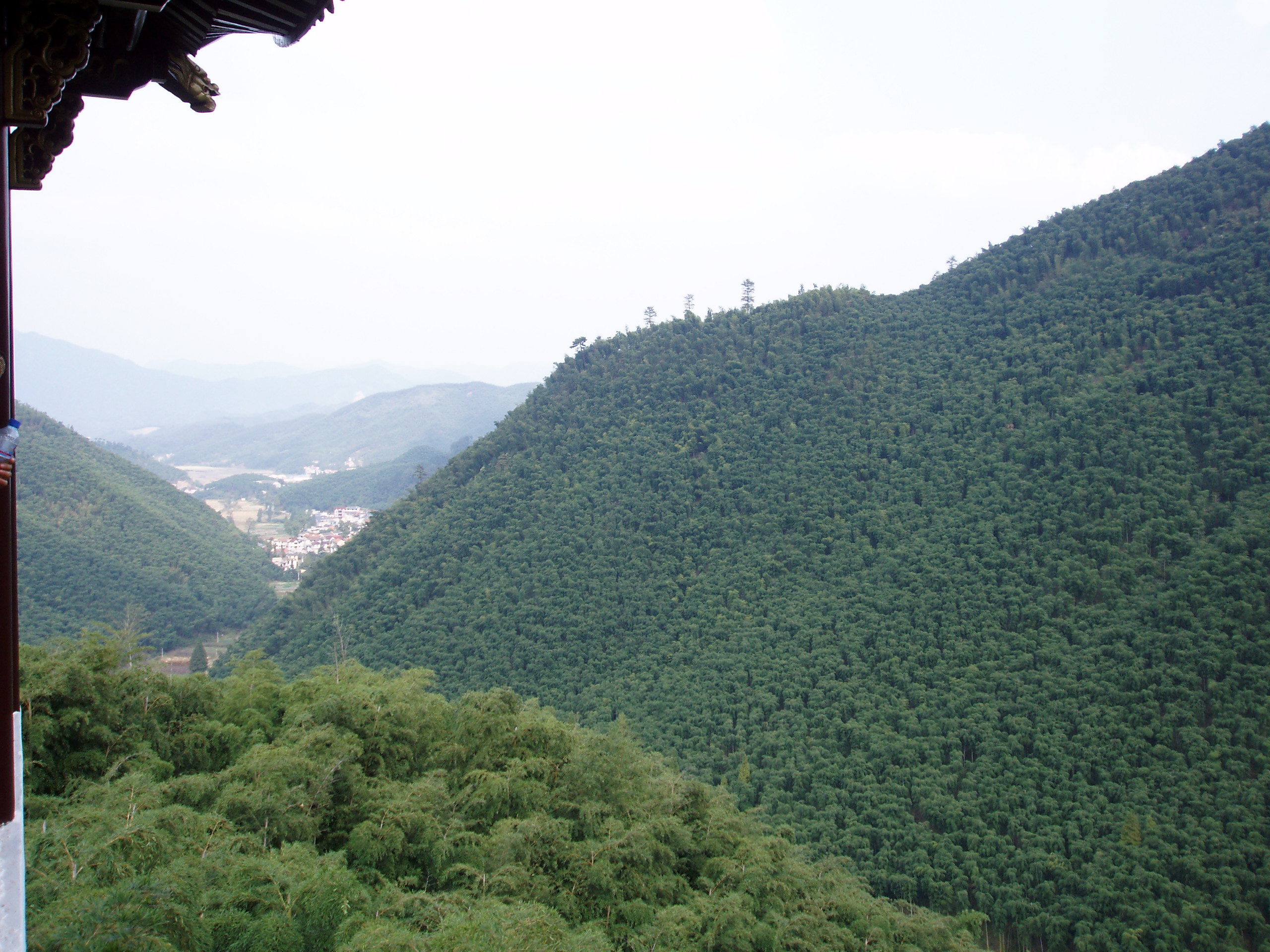
安吉大竹海

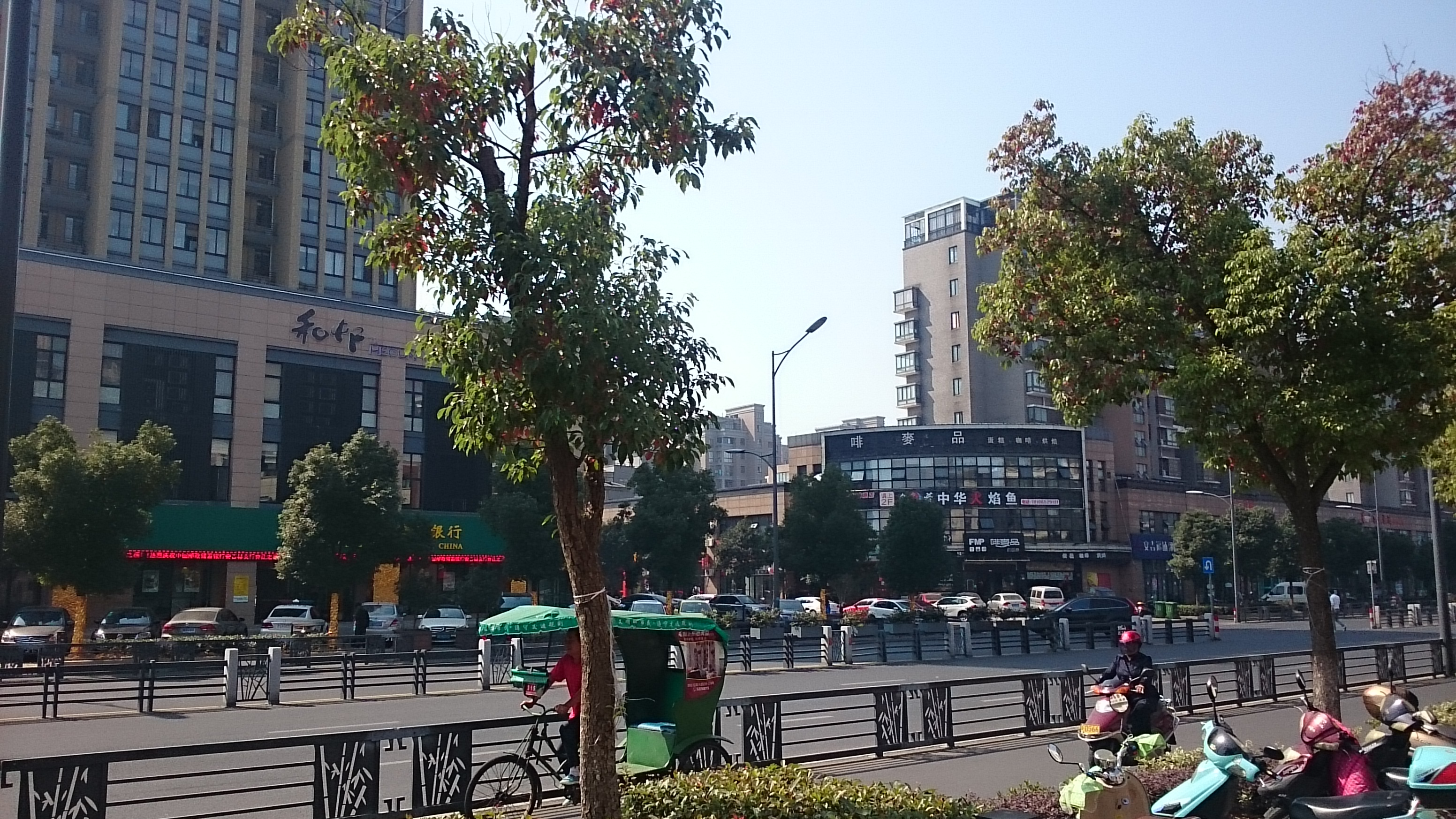
安吉縣遞鋪鎮

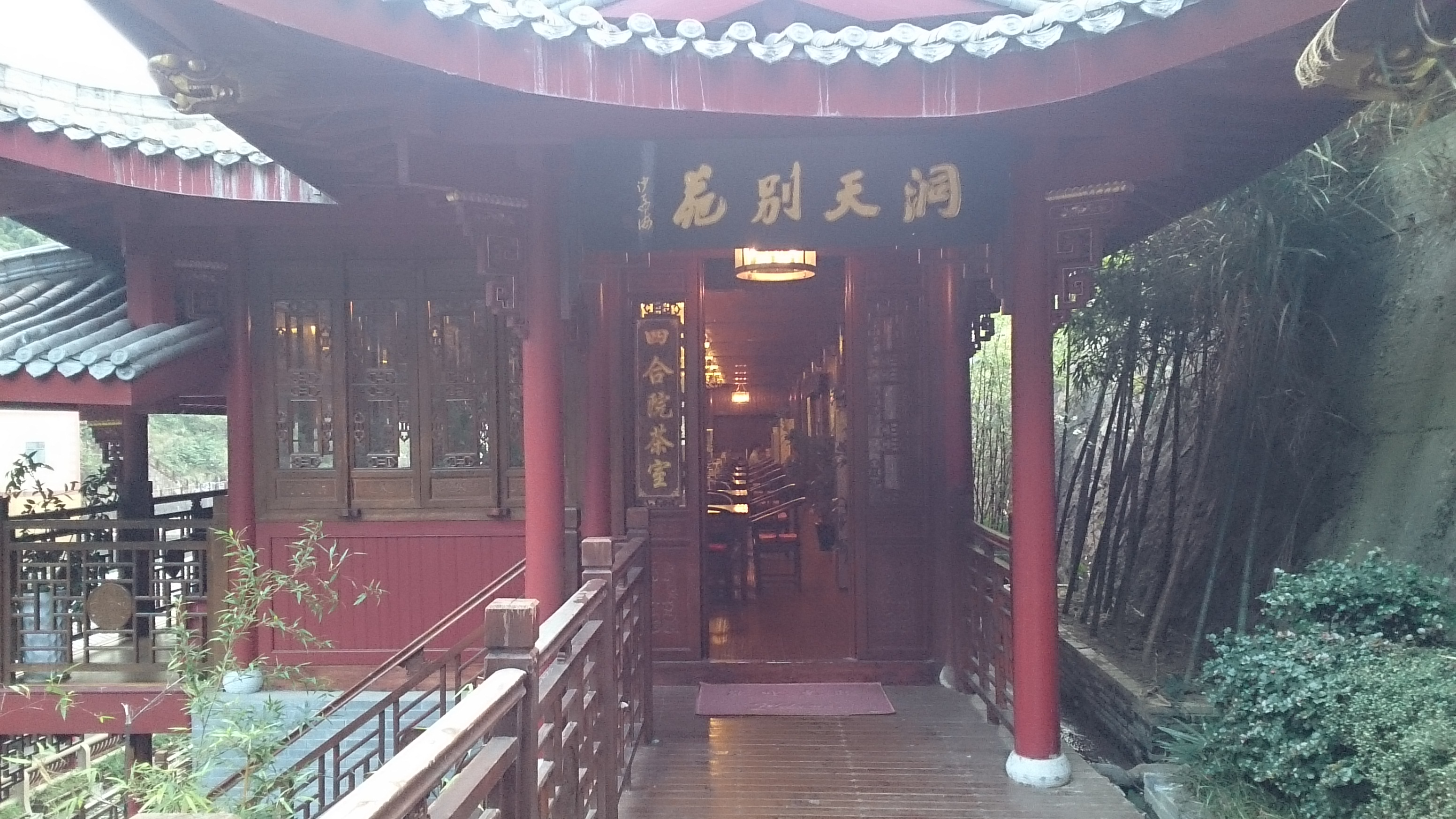
天荒坪電站附設洞天茶館

- 春秋时期，始筑故鄣城（今址安城镇古城村），曾一度作为越国首都，至秦代设鄣郡于此。
- 汉武帝元狩二年（前121年），更设鄣郡为丹阳郡，迁治宛陵，并在鄣郡故地设故鄣县，汉灵帝中平二年（185年），析故鄣县南境分设安吉县，治天目乡（今孝丰镇）取《诗经》：“安且吉兮”句，为安吉得名之始，故鄣、安吉两县均隶属丹阳郡。
- 明宪宗成化二十三年（1487年）析安吉县分置孝丰县。明武宗正德元年（1546年）升安吉县为安吉州，领孝丰县。清高宗乾隆三十九年（1774年）复降为安吉县。1958年孝丰县并入安吉县。

## 行政区划
安吉县下辖4个街道办事处、8个镇、3个乡：
递铺街道、昌硕街道、灵峰街道、孝源街道、鄣吴镇、杭垓镇、孝丰镇、报福镇、章村镇、天荒坪镇、梅溪镇、天子湖镇、溪龙乡、上墅乡和山川乡。

具体情况如地图所示（地图中每个数字代表一个乡镇或街道）：

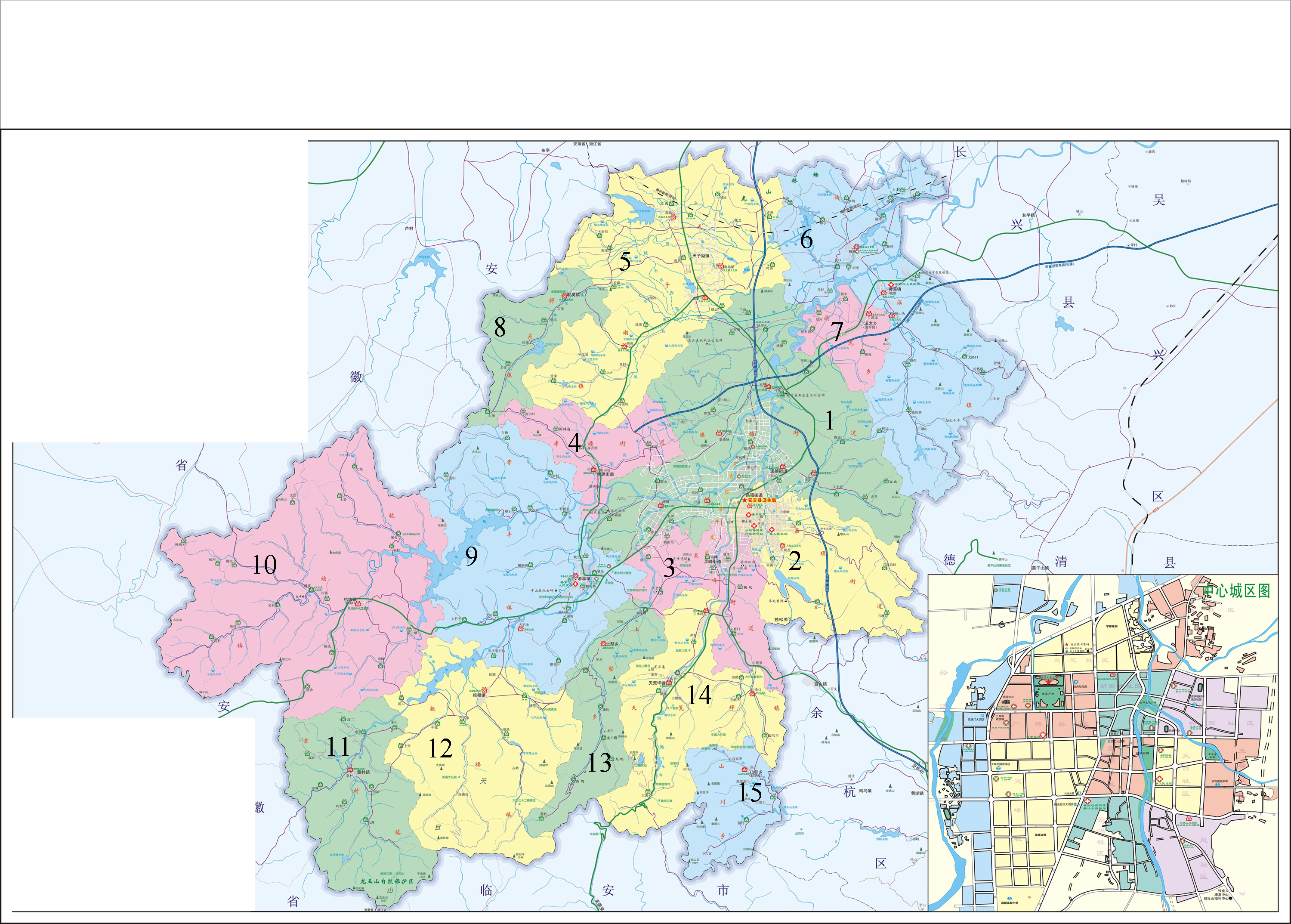

| No. | 中文地名 | 英文地名               | No. | 中文地名 | 英文地名               |
| --- | -------- | ---------------------- | --- | -------- | ---------------------- |
| 1   | 递铺街道 | Dipu Subdistrict       | 9   | 孝丰镇   | Xiaofeng Township      |
| 2   | 昌硕街道 | ★Changshuo Subdistrict | 10  | 杭垓镇   | Hanggai Township       |
| 3   | 灵峰街道 | Lingfeng Subdistrict   | 11  | 章村镇   | Zhangcun Township      |
| 4   | 孝源街道 | Xiaoyuan Subdistrict   | 12  | 报福镇   | Baofu Township         |
| 5   | 天子湖镇 | Tianzihu Township      | 13  | 上墅乡   | Shangshu Township      |
| 6   | 梅溪镇   | Meixi Township         | 14  | 天荒坪镇 | Tianhuangping Township |
| 7   | 溪龙乡   | Xilong Township        | 15  | 山川乡   | Shanchuan Township     |
| 8   | 鄣吴镇   | Zhangwu Township       |     |          |                        |

★ 为安吉县政府所在地

## 交通
- 235国道过境。
- 商杭客运专线：安吉站

## 人口
安吉县2020年第七次全国人口普查主要数据公报2020七人普 全县常住人口为586409人，与2010年第六次全国人口普查的466552人相比，十年共增加119857人，增长25.69 %，年平均增长率为2.31%。

## 景点
- 云上草原高山旅游度假区
- 安吉中南百草原景区
- 藏龙百瀑
- 安吉江南天池景区
- 浙北大峡谷景区
- 安吉中国大竹海：卧虎藏龙电影拍摄地
- 星潮营地
- 中南百草园
- 安吉欢乐风暴水上乐园
- 安吉竹博园
- 浙江自然博物院（安吉馆）：浙江省首个落户杭州以外的省级公共文化设施，也是亚洲最大的自然博物馆之一，占地300亩、馆舍面积6.1万平方米，分为地质馆、贝林馆、海洋馆、自然艺术馆、恐龙馆和生态馆六大主题展馆和多个临特展馆。
- 安吉田园嘉乐比乐园
- 黄浦江源第一漂
- 天下银坑景区

## 特产

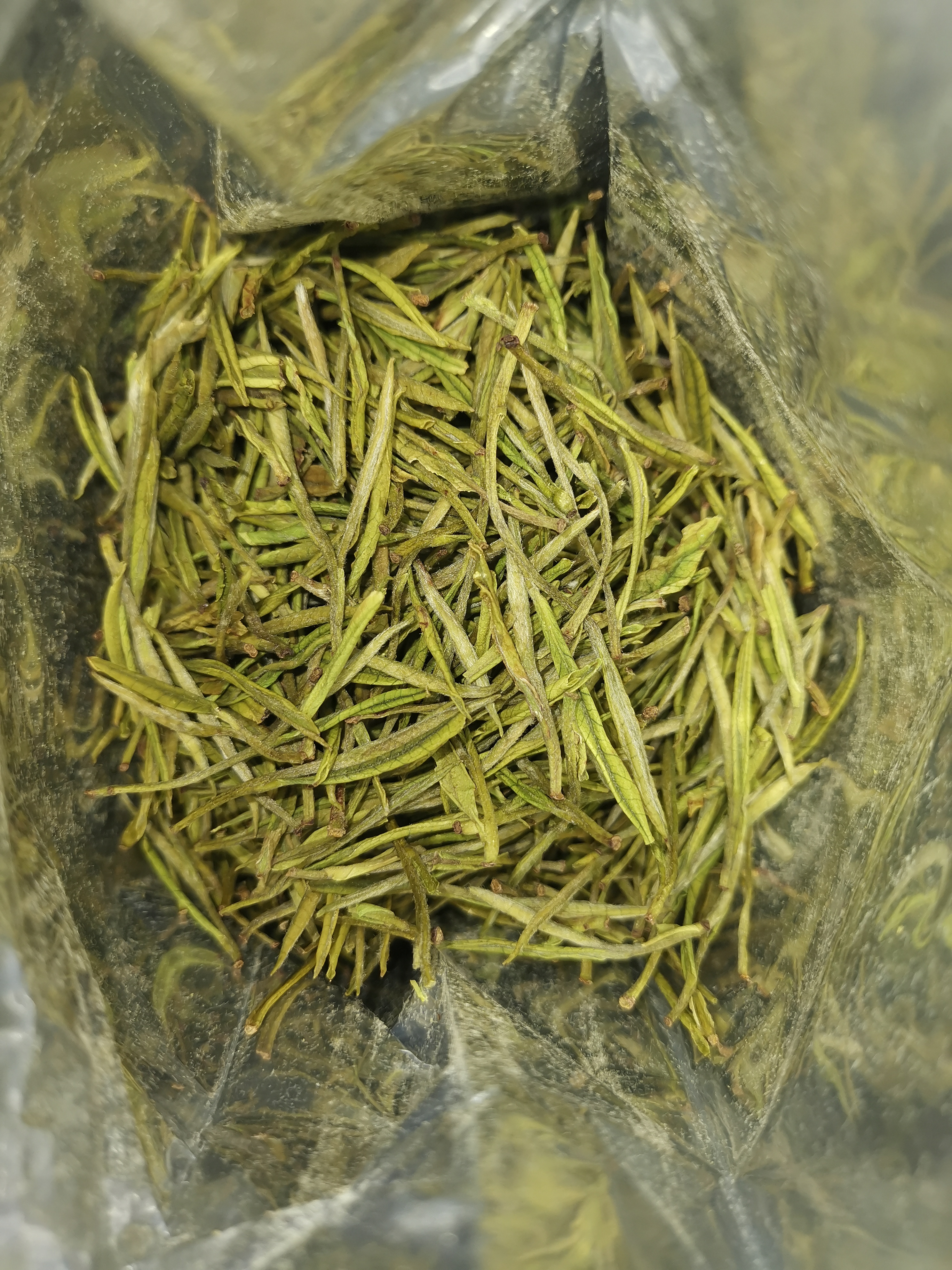
安吉白茶

安吉白茶：根据茶经陆羽记载，浙西茶叶以湖州上，常州次，宣州、杭州、睦州、歙州下，润州、苏州又下。而安吉县恰属于湖州。
安吉的白茶归类为绿茶，颜色为略透明的淡绿色，因芽叶上有一层细细的白绒毛而得名。其珍奇之处在于，在数百年里，白茶都处于野生状态，而且寥落晨星。现在的安吉白茶的母本系孤茶一株，长在海拔800米的大溪山深山山岙中，已历尽150年风霜，被称为“白茶王”，是古今中外茶中极品，被誉为“中华一绝”。直到20世纪80年代，湖州市在筹建浙北茶树良种选育基地时，刘益民等科技人员通过无性扦插繁育技术将白茶“移民”下山，白茶才得以大面积栽植。早在宋代宋徽宗的《大观茶论》中就有评价：“点茶之色以纯白为上”，“御赐白茶遂为第一”。在茶学界，白茶的地位已不亚于西湖龙井，著名茶叶专家庄晚芳评价说：“白茶具有观赏、营养、经济三大价值，绿茶不能与之相比。” 
另外，安吉还出产一种怪茶，它产于安吉最高的一个村，叫九亩村，海拔866米。这里的茶分甜茶、苦茶两种，分别产于不同的山头。